# 张炳炎
张炳炎（1934年10月14日—2012年8月2日），山东庆云人，舰船工程专家，中国工程院院士，中国船舶工业总公司七院第七0八研究所研究员。

## 履历[1]
- 1960年，于原苏联列宁格勒造船学院毕业。
- 1995年，当选中国工程院院士。